# Maphumulo Local Municipality
Maphumulo (englisch Maphumulo Local Municipality) ist eine Lokalgemeinde im Distrikt iLembe der südafrikanischen Provinz KwaZulu-Natal. Der Sitz der Gemeindeverwaltung befindet sich in Maphumulo. Bürgermeister der Gemeinde ist Siboniso Nyatikazi.
Der Gemeindename kommt aus der Zulu-Sprache und steht für „Ort der Ruhe“. Für die Herkunft des Namens gibt es drei verschiedene Möglichkeiten:
1. König Shaka und seine Krieger rasteten an dieser Stelle bei einer Jagd.
2. Der erste Siedler an dieser Stelle hieß Maphumulo.
3. Die Missionare, die hier eine Missionsstation errichteten, nannten diese Umphumulo Mission.

Bei der Namenssuche für die Gemeinde spielten alle diese Erläuterungen eine Rolle und ergaben den heutigen Namen.

## Städte und Orte
| - Emthombeni - Ewosi - Inhlanomfula - Inyamazane - Maphumulo - Masiwela - Ndukwende - Ntombiyahlulinina | - Ntunjambili - Nyamazane - Umphumulo - Umzulwini |

## Bevölkerung
Im Jahr 2011 hatte die Gemeinde auf einer Gesamtfläche von 896 Quadratkilometer 96.724 Einwohner. Davon waren 99,7 % schwarz. Erstsprache war zu 95,1 % isiZulu, zu 1,4 % isiNdebele und zu 1,2 % Englisch.